# Uche Odohová
Uche Odohová (nepřechýleně Uche Odoh; * 30. srpna 1989) je nigerijská fotografka, tvůrkyně obsahu, filmařka a modelka, která se stala populární tím, že se v roce 2007 připojila k soutěži Amstel Malta Box Office Competition.

## Životopis
Odohová se narodila ve státě Enugu v jihovýchodní části Nigérie 30. srpna 1989. Vystudovala agronomii na Enugu State University of Science and Technology.

## Kariéra
V oblasti zábavy se poprvé zúčastnila v roce 2007 v soutěži Amstel Malta Box Office Competition. Poté zahájila svou kariéru modelky, než se začala věnovat fotografii.
Účinkovala v řadě videí nigerijských umělců, včetně Wizkidova „Hola at your boy“ a Bracketa „Remember (Yori Yori Remix)“. Odohová se věnuje i dalším činnostem, včetně plánování akcí, a také provozuje malou produkční společnost Eastside Productions a online televizní kanál Gosi TV. V roce 2011 se zúčastnila krátkého filmového kurzu u Del-York International, pořádaného New York Film Academy, po kterém v roce 2015 získala diplom ve filmové produkci na Vancouver Film School.
Pokračovala ve spolupráci s Empire Mates Entertainment (EME) a později CMA Group. V roce 2016 režírovala krátký film pro Homevida Org s názvem In Apathy, který vyhrál kategorii krátkých filmů Homevida na udílení cen Homevida 2016. Pracovala na natáčení řady pozoruhodných nigerijských kasovních filmů, včetně velmi úspěšných King of Boys a Up North. Odohová také vydala svůj první sólový velký projekt v roce 2019, webovou sérii s názvem Life As It Is.

## Filmografie

### Režie
- Life As It Is – televizní seriál  (2019)[5]
- Bless Me – hudební videoklip (2019)
- Without You – krátký film (2016)[6]

### První asistentka režiséra
- King of Boys – celovečerní film (2018)
- Na sever – celovečerní film (2018)
- Code Wilo – celovečerní film (2018)
- Evol – celovečerní film (2017)
- Guinness Goodluck Obiyese - TVC (2017)

### Vedoucí výroby
- Hakkunde – celovečerní film (2017)

### Production Manager
- We Don’t live here anymore  (Už tady nežijeme) - celovečerní film (2017)

### Producent
- Life As It Is (Život tak, jak je) - televizní seriál (2019)
- Without You (Bez tebe) - Krátký film (2016)
- Concrete Jungle ((Betonová džungle) – Krátký film

### Line Producer
- Ever After – celovečerní film

### Vizuály od Uche nebo Selfa (11 kreditů)
- A Day In The Life: Babies, Bae, Band & Banky W – (2017)
- Dustbin Estate: Lagos – Short Film/ dokument  (2016)
- GTBank Fashion Weekend – (2016)
- Elanred Holiday Ad campaign (2015)
- Maryland Mall Promo  (2016)
- Waxing with Ehiz and Jimmie – (2019)
- The First Wave: Ycee – dokument  (2017)
- JAXX BTS Campaign shoot (2017)
- Access Bank W Awards Promo  (2016)
- Bauchi Diaries (Week 1, 2, 3) Vlog (2018)
- Tour Diaries with Timaya: Easter Weekend, Kenya & Enugu (2017/2018)